# Arts martiaux mixtes au Mexique
 (août 2025).
Le contenu est difficilement compréhensible vu les erreurs de traduction, qui sont peut-être dues à l'utilisation d'un logiciel de traduction automatique.
Les arts martiaux mixtes (MMA) sont apparus au Mexique dans les années 1990, mais ont commencé à gagner en popularité dans les années 2000, devenant l'un des sports connaissant la plus forte croissance du pays. Ils sont pratiqués aussi bien au niveau professionnel qu'amateur.

## Histoire
Les arts martiaux traditionnels, qu'ils soient originaires du pays, comme la lucha tarahumara (traduit lutte tarahumara), ou venus d'ailleurs, comme le judo, ont façonné le MMA au Mexique, tout comme d'autres sports de combat comme la boxe et le taekwondo,. 
Au début du nouveau millénaire, alors que les arts martiaux mixtes n'étaient pas encore très répandus dans le pays, plusieurs combattants comme Dos Caras Jr. (plus tard connu sous le nom d'Alberto Del Rio), Electroshock et El Canek (ces deux derniers sous leurs vrais noms) se sont essayés à une discipline totalement opposée au catch, en concourant pour la promotion japonaise Deep en 2001. Dos Caras Jr. fut le premier d'entre eux à combattre au Pride Fighting Championships, la plus grande promotion de MMA de l'époque, également basée au Japon. Il affronta le kickboxeur croate Mirko « Cro Cop » Filipović le 5 octobre 2003, lors du combat principal du PRIDE Bushido 1, s'inclinant en quelques secondes.
L'événement principal de The Ultimate Fighter : Finale Team Nogueira vs. Team Mir, produit par l'Ultimate Fighting Championship (UFC), mettait en vedette le Mexicain Efraín Escudero, arrivé avec un bilan invaincu de 10 victoires pour 0 défaite, et l'Américain Phillipe Nover. Escudero, premier combattant de son pays à concourir pour la plus importante promotion de ce sport, s'est imposé par décision unanime et est devenu le vainqueur de la catégorie des poids légers du TUF.
Le 30 mai 2009, la promotion Ultimate Warrior Challenge Mexico, basée à Tijuana, ville frontalière, a accueilli le premier combat féminin professionnel de l'histoire du MMA mexicain. Margarita de la Cruz Ramírez y a affronté l'Américaine Cristina Marks lors de l'« UWC Mexico 2 » dans un combat équilibré qui s'est soldé par une victoire par soumission. À cette époque, d'autres combattantes comme Jessica Aguilar se distinguaient déjà au niveau international, concourant pour des promotions comme Bellator MMA et les World Series of Fighting, où elle a été championne du monde des poids paille.
Au cours des années 2010, de plus en plus de combattants mexicains ont rejoint diverses promotions étrangères, témoignant des progrès du MMA mexicain. Parmi les premiers à franchir le pas, on compte Erik Pérez et Francisco Treviño chez les hommes, et Alexa Grasso et Irene Aldana chez les femmes.
En novembre 2014, l'UFC a organisé son premier événement au Mexique, l'UFC 180, à l'Arena CDMX. Les billets se sont vendus en seulement huit heures, un record pour cette salle. Cet événement a marqué les débuts promotionnels de rookies comme Yair Rodríguez et José Alberto Quiñónez, ainsi que de combattants déjà reconnus au niveau régional, tels que Marco Beltrán, Henry Briones, Gabriel Benítez, Alejandro Pérez, Héctor Urbina et Augusto Montaño. Bien que plusieurs d'entre eux aient remporté un prix bonus, seul Rodríguez est devenu champion du monde.
Lorsque l'UWC Mexico a cessé ses activités sportives en 2015 et que Xtreme Fighters Latino était en déclin irrémédiable, l'idée de créer une future promotion de MMA dans le pays a été envisagée. Cela a conduit à la création de la LUX Fight League en 2017 par l'homme d'affaires Joe Mendoza, qui est devenue l'une des promotions à la croissance la plus rapide. Le premier événement LUX, baptisé « LUX 001 », s'est tenu le 21 juillet 2017 à l'hôtel Posada de Tampico et a fait salle comble.
C'est à cette époque que fut créée la Federación de Artes Marciales Mixtas Equidad y Juego Limpio (FAMM-EJP), qui fut l'une des premières en Amérique à être reconnue par l'IMMAF. Sara Cova fut la première artiste martiale mixte mexicaine à remporter une médaille aux Championnats du monde IMMAF, décrochant le bronze à Manama en 2017. Plus tard, aux Championnats du monde IMMAF de 2019, également dans la capitale bahreïnienne, Nora Ochoa Pérez remporta la médaille d'argent, soit le meilleur résultat obtenu par une athlète mexicaine dans cette compétition à ce jour; Pérez réitéra cet exploit à Belgrade en 2023.
Au début des années 2020, Brandon Moreno était engagé dans une rivalité acharnée avec le Brésilien Deiveson Figueiredo dans la catégorie des poids mouches de l'UFC, où ils étaient tous deux les meilleurs. Lors de leur deuxième combat à l'UFC 263, Moreno s'imposa après avoir soumis son adversaire au troisième round, devenant ainsi le premier combattant mexicain à remporter un titre mondial au sein de la promotion. Lors de ce même round, les fans le désignèrent « Révélation de l'année » aux World MMA Awards. La Legacy Fighting Alliance (LFA) comptait également des champions du monde mexicains, Víctor Altamirano et Loopy Godínez, qui battirent respectivement les Américains Vanessa Demopoulos et Nate Smith pour les titres de champion du monde des poids mouches hommes et des poids pailles femmes,.
Alejandro Flores allait être le protagoniste de la plus importante signature d'un combattant mexicain hors de l'UFC : il a rejoint la Professional Fighters League (PFL) en août 2021 après une brillante carrière chez Combate Americas (aujourd'hui Combate Global). Il y a enregistré une série de deux victoires, une défaite et un sans-concours en quatre combats. Après lui, Brahyan Zurcher, Sergio Cossio et Saray Orozco, ces deux derniers anciens champions LUX, ont également rejoint la PFL,,.
L'année 2023 allait être historique pour le MMA mexicain, qui avait réalisé un exploit dont seuls le Brésil et les États-Unis pouvaient se vanter : avoir trois champions du monde ou plus sur la même période à l'UFC. Tout d'abord, lors de l'UFC 283, le 21 janvier, Moreno a battu Figueiredo pour la deuxième fois lors du combat qui a conclu leur tétralogie par KO technique, malgré le désavantage du public brésilien. Le 12 février, lors de l'UFC 284, Yair Rodríguez a vaincu l'Américain Josh Emmett par un étranglement arrière nu au deuxième round, s'autoproclamant ainsi champion intérimaire des poids plumes. Enfin, le 4 mars, lors de l'UFC 285, Alexa Grasso a mis fin à la série de victoires de la Kirghize Valentina Shevchenko, championne des poids mouches depuis 2018, en soumettant sa tête au quatrième round avec un face crank, à la surprise générale, devenant ainsi la première Mexicaine à remporter un titre mondial de l'UFC. Grasso a été nommée « Combattante de l'année » aux World MMA Awards, où elle a également remporté le prix de « Soumission de l'année ».

## Promotions d'MMA au Mexique
Il existe de nombreuses promotions de MMA au Mexique, dont la LUX Fight League, fondée en juillet 2017, qui est considérée comme la promotion la plus importante.
En plus de LUX, d'autres organisations mexicaines sont:
- Azteca Fight League
- Budo Sento Championship
- Jasaji Fighting League
- Naciones MMA
- Ultimate Warrior Challenge Mexico